# Теочак (громада)
Теочак (хорв. і босн. Opština Teočak, серб. Општина Теочак) — боснійська громада, розташована в Тузланському кантоні Федерації Боснії і Герцеговини. Адміністративним центром є місто Теочак.
| Боснія і Герцеговина | Це незавершена стаття з географії Боснії і Герцеговини. Ви можете допомогти проєкту, виправивши або дописавши її. |